# Martin Grothkopp
Martin Grothkopp (* 21. Juni 1986 in Dresden) ist ein deutscher Bobfahrer. Er wurde 2017, 2019 und 2020 Weltmeister und 2018 Olympiasieger im Viererbob.

## Leichtathletik
Grothkopp begann seine sportliche Laufbahn als Läufer beim Dresdner SC. Bei den Juniorenweltmeisterschaften 2004 und bei den Jugendeuropameisterschaften 2005 erreichte er mit der 4-mal-400-Meter-Staffel jeweils das Finale. 2007 gewann er mit der Staffel die Bronzemedaille bei den U23-Europameisterschaften 2007. 2009 siegte Grothkopp in persönlicher Bestzeit von 45,94 s bei den Deutschen Meisterschaften in Ulm, mit der Vereinsstaffel belegte er den zweiten Platz. Grothkopp war Mitglied der deutschen Staffel bei den Weltmeisterschaften 2009 in Berlin, die allerdings im Vorlauf ausschied.

## Bobsport
2013 wechselte Grothkopp zum Bobsport. Der 1,91 m große Athlet startet für den BSC Sachsen Oberbärenburg und gehört zum Team des Bobpiloten Francesco Friedrich. 2014 war Grothkopp Deutscher Meister im Zweierbob und im Viererbob, 2015 noch einmal im Zweierbob. Bei der Bob-Europameisterschaft 2015 gewann er mit Friedrich den Titel im Zweierbob, zusammen mit Candy Bauer und Thorsten Margis erhielten Friedrich und Grothkopp Bronze im Vierer. Im gleichen Jahr belegte der Vierer den vierten Platz bei der Bob-Weltmeisterschaft 2015. In der Saison 2015/2016 fiel Grothkopp wegen einer Verletzung weitgehend aus. 2017 belegte er mit dem Vierer den fünften Platz bei der Europameisterschaft. Bei der Bob-Weltmeisterschaft 2017 auf der Kunsteisbahn Königssee belegten zwei deutsche Bobs zeitgleich den ersten Platz. Das Team von Johannes Lochner konnte dabei im vierten Lauf den bis dahin führenden Bob mit Francesco Friedrich, Candy Bauer, Martin Grothkopp und Thorsten Margis noch einholen. 2018 gewann Grothkopp mit dem Vierer Silber bei der Europameisterschaft. Bei den Olympischen Spielen in Pyeongchang siegten Friedrich, Bauer, Grothkopp und Margis mit über einer halben Sekunde Vorsprung vor den gleichauf liegenden Bobs des Koreaners Won Yun-jong und des deutschen Nico Walther.
Für den Gewinn der Goldmedaille bei den Olympischen Winterspielen 2018 wurden er und sein Bob-Team am 7. Juni 2018 mit dem Silbernen Lorbeerblatt ausgezeichnet.

## Privates
Grothkopp lebt in Dresden und hat eine Tochter.